# Caproni Ca.4
Cet article concerne l'avion de 1911. Pour le bombardier lourd triplan trimoteur de 750 ch., voir Caproni Ca.40/Ca.4 (1917).
Le Caproni Ca.4 était le quatrième avion conçu et réalisé par le pionnier de l'aviation italienne, Giovanni Battista Caproni.
Cet appareil était semblable à son prédécesseur, le Caproni Ca.3, avec qui il partageait la configuration et la structure. Il effectua son premier vol au second trimestre 1911.

## Histoire du projet
Le Caproni Ca.4 était le successeur du Ca.3 dans la série des premiers biplans que Giovanni Battista Caproni a conçus et construits entre 1910 et 1911. C'était un avion biplan monomoteur avec hélice tractive dans une configuration très traditionnelle, aile sur la proue et empennage sur la queue, mais sans fuselage, remplacé par une simple structure en bambous ligneux qui garantissait au pilote, assis entre l'aile et la queue, une visibilité parfaite, même vers le bas.
Le moteur était un Rebus 4 cylindres en ligne, refroidi par eau, développant une puissance de 50 ch, le même qui était utilisé sur le modèle Caproni Ca.2. Il actionnait une hélice bipale en prise directe de 1,54 mètre de diamètre.
Le train d'atterrissage reprenait le principe des deux roues stabilisatrices placées aux extrémités des ailes, qui étaient caractéristiques sur les avions Caproni Ca.1 et Ca.2 mais qui avaient été supprimées sur le Ca.3.

## Bibliographie

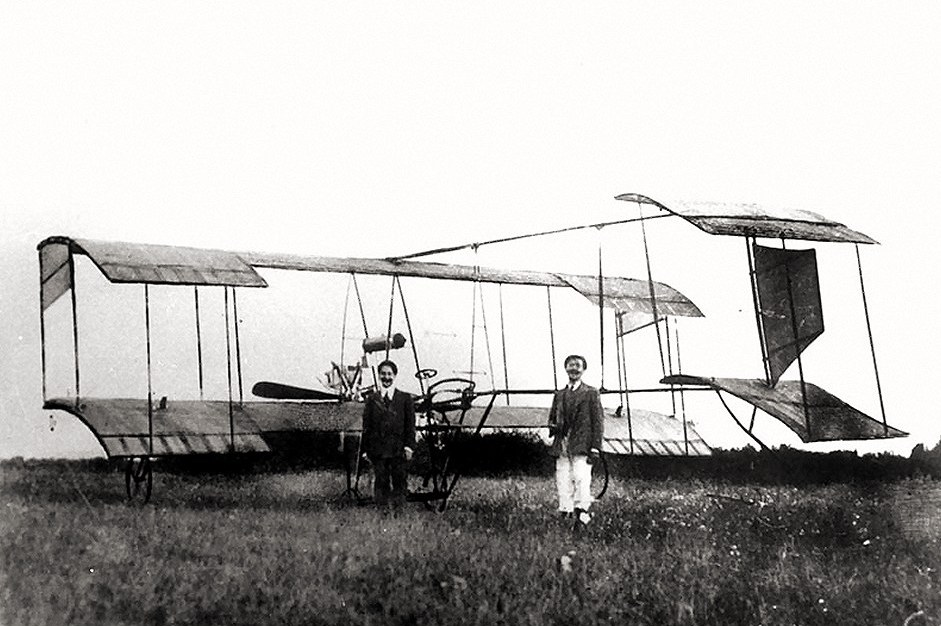
Vue de 3/4 arrière du Caproni Ca.4